# Bill Foulkes
Ne pas confondre avec le footballeur anglais William Foulke.
Pour les articles homonymes, voir Foulkes.
William Anthony Foulkes, né le 5 janvier 1932 à St Helens et mort le 25 novembre 2013 à Manchester, est un footballeur, qui évolua durant toute sa carrière professionnelle au club de Manchester United, y jouant pas moins de 688 matchs pour 7 buts inscrits avec l'équipe.

## Biographie
« Bill » Foulkes est né à Saint Helens, Lancashire, en 1932, son grand-père fut le capitaine de l'équipe professionnelle de rugby de St Helens et a aussi joué en sélection nationale avec l'Angleterre. Son père aussi fut joueur de rugby pour l'équipe de St Helens. Bill, lui, préféra le football, et joua dans le club de Whiston Boys avant d'être observé puis recruté par le célèbre club de Manchester United en mars 1950. Il jouera son premier match avec l'équipe première le 13 décembre 1952 face à Liverpool. Après 22 mois avec Manchester United, Foulkes fit sa première et seule apparition avec l'Équipe d'Angleterre de football. Foulkes décida alors d'arrêter de travailler à la mine, travail qu'il avait toujours exercé depuis.
En 1956, il remporte son 1er championnat, et joue avec United et en désaccord avec la direction de la Football Association la Ligue des champions, la 1re fois pour un club anglais. Il regagne le championnat en 1957, et donc rejoue la Ligue des champions, encore en désaccord avec la ligue. Le 6 février 1958, il survit au crash du Vol 609 British European Airways, où la moitié de l'équipe et du staff est décimé ainsi que plusieurs journalistes lors du match retour de Ligue des champions contre l'Étoile rouge Belgrade. Foulkes reprend le football malgré le traumatisme enduré par cet incident, et devient naturellement avec la mort de Roger Byrne, capitaine du club.
Le club ayant perdu ses joueurs, Foulkes déclare ne plus aimer jouer, mais restera. Il gagnera la FA Cup et ne regagnera le championnat avec le club qu'en 1967, le remportant pour la 4e fois, le record pour un joueur à l'époque. Il prendra sa revanche sur le funeste destin en 1968 lorsque Manchester United remporte la Ligue des champions face au Benfica sur le score de 4-1 à l'âge de 36 ans. Après avoir remporté ce trophée, Foulkes voulut quitter le football mais l'entraîneur de l'époque McGuinness arriva à le persuader de rester deux ans de plus, il ne jouera que 3 matchs durant cette période. Il finira par prendre sa retraite en juin 1970. Il sera alors le joueur le plus titularisé du club. Il est encore l'un des joueurs les plus apparus sous le maillot de Manchester United, n'étant dépassé que par Ryan Giggs et Sir Bobby Charlton.
Il est décédé le 25 novembre 2013.

### Retraite
Foulkes occupera de 1970 à 1975 le poste d'entraîneur, puis partira coacher l'équipe de Whitney United. Mais il part s'installer aux États-Unis et s'occupe de 1975 à 1977 des Chicago Sting puis des Tulsa Roughnecks en 1978-1979 et entraînera pendant même pas une saison les San Jose Earthquakes. Il décidera alors de tenter sa chance en Norvège au Bryne FK puis Steinkjer FK suivi de Lillestrøm SK avant de finir au Viking FK. Il finira par partir au Japon y entraîner l'équipe de Sanfrecce Hiroshima entre 1988 et 1992, date à partir de laquelle il reviendra en Angleterre pour entraîner à nouveau les joueurs de Manchester United sous l'aile de Alex Ferguson, et sert même de guide pour les visiteurs japonais, ses quatre ans au Japon aidant cela.

## Palmarès
- Championnat d'Angleterre (4) :

- 1955–56, 1956–57, 1964–65, 1966–67
- FA Cup (1)  :

- 1962–63
- Coupe d'Europe des clubs champions (1) :

- 1967–68
- Charity Shield (4) :

- 1956, 1957, 1965, 1967